# Bengt Nilsson
Bengt Nilsson   (Härnösand, 17 de febrer de 1934 - Solna, 11 de maig de 2018) va ser un atleta suec, especialista en el salt d'alçada, que va competir durant la dècada de 1950. Va innovar en la tècnica de salt vistes les limitacions del salt de tisora, desenvolupant la pròpia variant de l'estil de busseig.
En el seu palmarès destaca una medalla d'or en la prova del salt d'alçada del Campionat d'Europa d'atletisme de 1954, i tres campionats nacionals (1953 a 1955). Va millorar en sis ocasions el rècord d'Europa del salt d'alçada, passant dels 2,05 metres als 2,11 metres, tots el 1954. Per aquests èxits va ser reconegut amb la Svenska Dagbladets guldmedalj el 1954.
El 1956 va prendre part en els Jocs Olímpics d'Estiu de Melbourne, però una inoportuna lesió poc abans dels Jocs va fer que no passés de les sèries i finalitzés en vint-i-sisena posició de la prova del salt d'alçada del programa d'atletisme. Poc després es retirà de l'atletisme.

## Millors marques
- Salt d'alçada. 2,11 metres (1954)[5][7]